# Jens Larsen
Jens Larsen, född 1807, död 1874, var en dansk smed och lekmannapredikant i Kirkeværløse. Som psalmförfattare representerad i bland andra danska Psalmebog for Kirke og Hjem 1898, med en översättning av Carl Olof Rosenius tredje vers Lammets blod har mit dørtræ tegnet i psalmen Jag är främling, jag är en pilgrim.